# چرچینو
چرچینو (به ایتالیایی: Cercino) یک شهرستان (کومونه) در ایتالیا است که در استان سوندریو در ناحیهٔ لمباردی واقع شده‌است.

## ویژگی‌ها
چرچینو ۶٫۲ کیلومترمربع مساحت و ۷۸۶ نفر جمعیت دارد.